# NGC 5682
NGC 5682 é uma galáxia espiral barrada (SBb) localizada na direcção da constelação de Boötes. Possui uma declinação de +48° 40' 13" e uma ascensão recta de 14 horas, 34 minutos e 45,1 segundos.
A galáxia NGC 5682 foi descoberta em 13 de Abril de 1850 por William Parsons.